# 竹島町 (蒲郡市)
竹島町（たけしまちょう）は、愛知県蒲郡市の地名。

## 地理
蒲郡市南部に位置する。東は三谷町、南は三河湾、北は丸山町に接する。
三河湾上に浮かぶ竹島も町域に含まれる。陸側との間には竹島橋が架けられている。

## 歴史

### 人口の変遷
国勢調査による人口および世帯数の推移。
| 1995年（平成7年）  | 315世帯 984人 |  |
| 2000年（平成12年） | 300世帯 877人 |  |
| 2005年（平成17年） | 319世帯 878人 |  |
| 2010年（平成22年） | 316世帯 854人 |  |
| 2015年（平成27年） | 319世帯 816人 |  |
| 2020年（令和2年）  | 323世帯 832人 |  |

### 沿革
- 1963年（昭和38年） - 竹島海岸が埋め立てられる[2]。
- 1966年（昭和41年）6月1日 - 蒲郡市府相町の一部により、同市竹島町が成立[2][3]。
- 1970年（昭和45年） - 竹島ヘルスセンターが閉鎖[2]。
- 1976年（昭和51年） - 府相公民館が南部市民センターと改称される[2]。
- 1980年（昭和55年） - 蒲郡ホテルが閉鎖[2]。
- 1984年（昭和59年） - 蒲郡ホテル跡地において、植物センター・世界貝博物館が開館する[2]。

## 施設
- 八百富神社[1]
- 八百富神社社叢[1]
- 竹島水族館[1]
- 竹島ファンタジー館
- 竹島遊園地[1]
- 蒲郡クラシックホテル[1]
- ホテル竹島
- 海辺の文学記念館

### WEB
1. ↑  “愛知県蒲郡市の町丁・字一覧”.   人口統計ラボ. 2024年1月22日閲覧。
2. 1 2  総務省統計局 (2022年2月10日). “令和2年国勢調査の調査結果(e-Stat) - 男女別人口，外国人人口及び世帯数－町丁・字等” (CSV). 2023年8月2日閲覧。
3. ↑  “愛知県蒲郡市の郵便番号一覧”.   日本郵便. 2024年1月22日閲覧。
4. ↑  “市外局番の一覧” (PDF).   総務省 (2022年3月1日). 2022年3月22日閲覧。
5. ↑  “ナンバープレートについて”.   一般社団法人愛知県自動車会議所. 2024年1月21日閲覧。
6. ↑  総務省統計局 (2014年3月28日). “平成7年国勢調査の調査結果(e-Stat) - 男女別人口及び世帯数 －町丁・字等” (CSV). 2021年7月20日閲覧。
7. ↑  総務省統計局 (2014年5月30日). “平成12年国勢調査の調査結果(e-Stat) - 男女別人口及び世帯数 －町丁・字等” (CSV). 2021年7月20日閲覧。
8. ↑  総務省統計局 (2014年6月27日). “平成17年国勢調査の調査結果(e-Stat) - 男女別人口及び世帯数 －町丁・字等” (CSV). 2021年7月21日閲覧。
9. ↑  総務省統計局 (2012年1月20日). “平成22年国勢調査の調査結果(e-Stat) - 男女別人口及び世帯数 －町丁・字等” (CSV). 2021年7月21日閲覧。
10. ↑  総務省統計局 (2017年1月27日). “平成27年国勢調査の調査結果(e-Stat) - 男女別人口及び世帯数 －町丁・字等” (CSV). 2021年7月21日閲覧。

### 書籍
1. 1 2 3 4 5 6 7  「角川日本地名大辞典」編纂委員会 1989, p. 1659.
2. 1 2 3 4 5 6  「角川日本地名大辞典」編纂委員会 1989, p. 795.
3. ↑  吉川利明 1976, p. 77.